# PCMxA

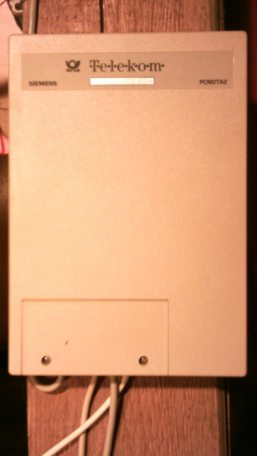
Frontansicht PCM2TA2

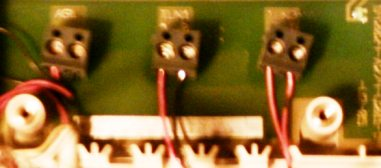
Anschlussklemmen des PCM2TA2

PCMxA ist ein Oberbegriff für von der Deutschen Telekom eingesetzte Übertragungssysteme für das Zugangsnetz. Die Systeme dienen der Mehrfachausnutzung von Kupferanschlussleitungen für analoge Telefonanschlüsse. Sie bestehen immer aus einem vermittlungsseitigen Gerät (PCMxVA) sowie einem teilnehmerseitigen Gerät (PCMxTA). 
Das "x" ist als Platzhalter für die maximale Anzahl der Anschlüsse zu verstehen, die das System multiplexen und per Puls-Code-Modulation (PCM) übertragen kann.
Zusätzlich hierzu gibt es auch noch eine Ziffer, welche die Gerätegeneration identifiziert. Die bis etwa ins Jahr 2000 eingesetzten Geräte der zweiten Generation (zum Beispiel PCM2VA2) mussten, bei analogen Anschlüssen mit Leistungsmerkmal für Rufnummernanzeige (CLIP), gegen Geräte der dritten Generation (zum Beispiel PCM2VA3) ausgetauscht werden, da die zweite Generation kein CLIP unterstützte.
PCM-Multiplexer kommen im Wesentlichen zum Einsatz, wenn im Zugangsnetz (zum Beispiel zwischen KVz und APL) nicht mehr genügend freie Doppeladern vorhanden sind, um einen Telefonanschluss zu realisieren.

## Übersicht über die Systeme

### PCM2
- Multiplexer für zwei analoge Telefonanschlüsse über eine Doppelader
- 2 × 64-kbit/s-Nutzkanäle + 16-kbit/s-Steuerkanal
- Codierung: 2B1Q oder 4B3T
- Zur Übertragung wird eine abgewandelte Form der ISDN-Übertragungstechnik verwendet.

### PCM4
- Multiplexer für vier analoge Telefonanschlüsse über eine Doppelader
- 4 × 32-kbit/s-Nutzkanäle + 16-kbit/s-Steuerkanal
- Codierung: 2B1Q oder 4B3T
- Zur Übertragung wird eine abgewandelte Form der ISDN-Übertragungstechnik verwendet

### PCM11
- Multiplexer für 11 analoge Telefonanschlüsse über eine Doppelader
- 11 × 64-kbit/s-Sprachkanäle + 80-kbit/s-Steuer- und -Synchronisationskanal
- Codierung: 2B1Q
- Als Übertragungstechnik kommt High Data Rate Digital Subscriber Line (HDSL) zum Einsatz.

### Eigenschaften
- Die teilnehmerseitigen Geräte werden in der Regel von der Vermittlungsstelle mit einer Spannung von 110 bis 160 Volt DC bzw. 320 Volt DC (PCM11) ferngespeist.
- An den Teilnehmerschnittstellen liegt statt der üblichen 60 Volt nur eine Spannung von etwa 40 Volt an.
- Analoge Modems erreichen bei Anschlüssen, die über einen PCM-Multiplexer geschaltet sind nur eine Datenübertragungsrate von etwa 33,6 kbit/s.
- Bei Anschlüssen, die über einen PCM-Multiplexer geschaltet sind, ist die Bereitstellung eines DSL-Anschlusses nicht möglich, da der Anschluss über keine dedizierte durchgehende Kupferdoppelader verfügt.